# National Society of Film Critics
La National Society of Film Critics (NSFC) est une association américaine de critiques de cinéma, fondée en 1966.
Elle remet chaque année les National Society of Film Critics Awards (NSFC Awards), qui récompensent les meilleurs films de l'année.

## Catégories de récompense
- Meilleur film
- Meilleur réalisateur
- Meilleur acteur
- Meilleure actrice
- Meilleur acteur dans un second rôle
- Meilleure actrice dans un second rôle
- Meilleur scénario
- Meilleure photographie
- Meilleur film en langue étrangère
- Meilleur film d'animation
- Meilleur film documentaire
- Film Heritage

## Les 100 films essentiels de laNSFC
En 2002, la National Society of Film Critics a publié The A List: The National Society of Film Critics' 100 Essential Films, une liste des 100 films qui méritent d'être vus.